# Rosenthal (Hesja)
Rosenthal – miasto w Niemczech, w kraju związkowym Hesja, w rejencji Kassel, w powiecie Waldeck-Frankenberg.

## Historia
Rosenthal zostało założone w roku 1327 przez biskupa Moguncji. W roku 1464 zostało włączone do Hesji. W 1688 dokonano ostatniego spalenia czarownicy. W roku 1866 miasto stało się wraz z resztą elektoratu Hesji, częścią Prus.

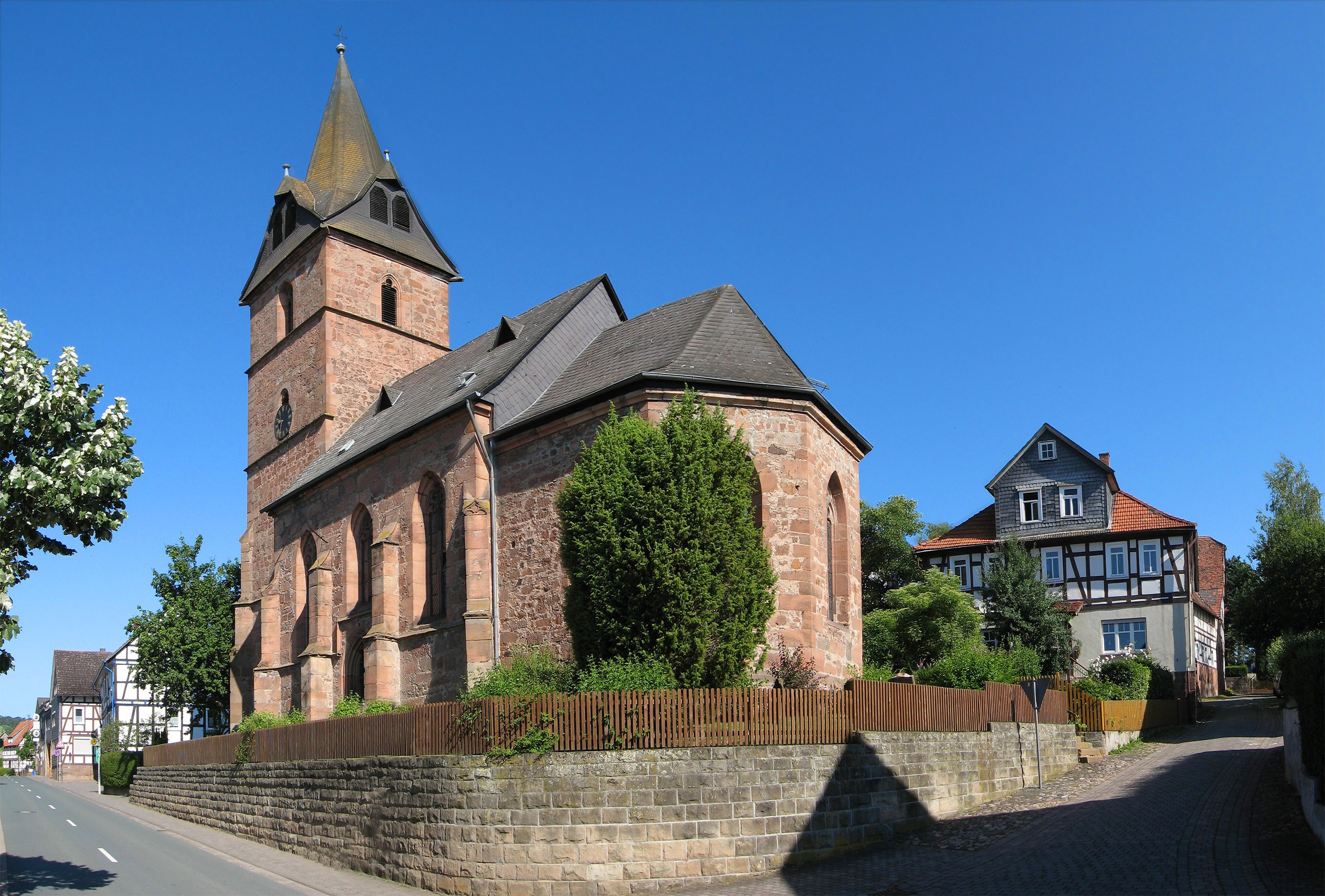
Kościół w Rosenthal

## Władze miasta
W radzie miejskiej jest 15 mandatów, obecny skład rady miejskiej stanowi odzwierciedlenie wyborów samorządowych z 26 marca 2006:
- CDU – 7 mandatów
- Bürgerliste Roda – 5 mandatów
- FDP – 3 mandaty

Od 2004 funkcję burmistrza sprawuje Hans Waßmuth, w ostatnich wyborach uzyskał ponad 79% głosów.